# アイツタキ島

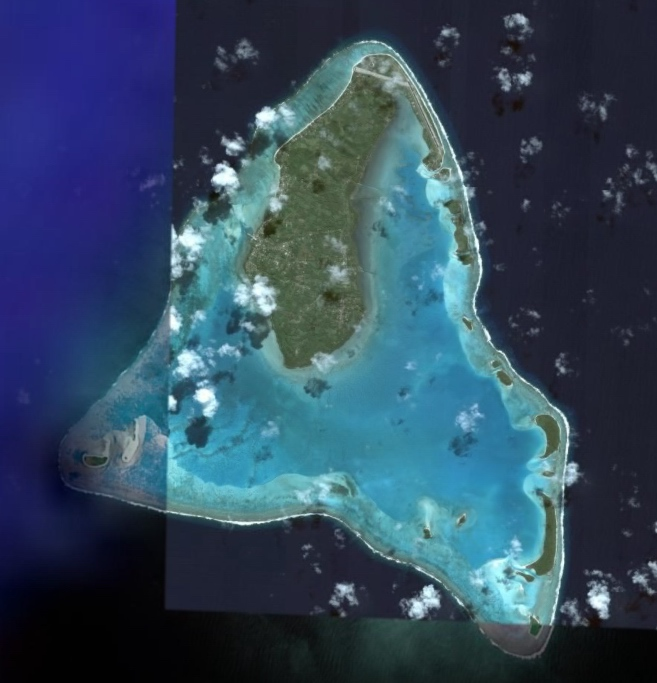
アイツタキ島

アイツタキ島（アイツタキとう、Aitutaki）とは南太平洋のニュージーランド領クック諸島にある環礁の島。
アイツタキ島と周囲の15の小島（モツ）からなり、アイツタキ環礁を結成する、陸地に続いて発達した珊瑚を持つ火山島（最高地点でも140m）。面積は18.3km2で2019年の人口は1,771人である。島に空港もあり、中心地は島の中心部に位置するアルタンガ。

## 歴史
- 1225年～1430年頃に、ポリネシア人が初めてアイツタキ島に上陸した。島で発掘されたちょうなの頭部に使われた玄武岩は、西はサモア諸島から東はソシエテ諸島の採石場由来と判明した[1] 。
- 1789年4月11日、ヨーロッパ人として初めてウィリアム・ブライ船長率いるバウンティ号の乗組員が上陸した。この船では17日後に反乱が起きている。
- 1821年、ロンドン伝導会（英語版）のジョン・ウィリアムズ宣教師がクック諸島で初めてキリスト教を広めた。アルタンガ（英語版）に有る同国最古の教会であるクック諸島キリスト教教会（英語版）は、ウィリアムが指導したロンドン伝導会宣教師である、ボラボラ島のPapeihaとライアテア島のVahapataが建設した。
- 1900年10月8日～9日、イギリスの植民地となる手続きが行われた[2]。アイツタキ島のみが編入で、他の島は割譲が行われた[3][4]。
- 1942年、ニュージーランド軍とアメリカ軍が駐留し、今でも残る2本の滑走路を建設した。この島と最北のペンリン島の空港は、第二次世界大戦中連合国が使用した。11月22日、初着陸したのはアメリカの軽爆撃機だった。戦後は一部の軍人が島に残り、現地人と結婚した。
- 1950年代、島の環礁は帝国タスマニア航空有限会社（英語版）の珊瑚路の途中降機に用いられた。 環礁の一部であるアカイアミ島（英語版）は、2時間かかる給油中の乗客用休憩所になった。
- 1960年に運行は終了し、それを今に伝えるのはアカイアミ島の突堤のみである。 同時に運行していた飛行艇「Aranui号」は、ニュージーランドの最大都市であるオークランドの輸送技術博物館に展示されている。
- 2000年、近くの小島のラポタ島（英語版）とモチュラカウ島（英語版）が、イギリスのTV番組「Shipwrecked」第1期の舞台になった。
- 2001年、アメリカ合衆国の冒険家のスティーヴ・フォセットが、単独気球世界一周旅行の中で島のすぐ南を通過した。
- 2006年、アメリカのTV番組「Survivor: Cook Islands」が撮影された。周囲の島は現地人集落や撮影班の宿泊に使われた。島の名前から「アイツタキ族」(アイツ族)という部族が設定された。
- 2006年、「Shipwrecked」シリーズが再び撮影された。
- 2007年、カナダのTV番組の「Survivorman」が撮影された。

- 2010年2月10日～11日、サイクロン・パット（英語版）が直撃した。強風で殆どの家の屋根が飛ばされ、学校や病院等も被害を受けた。少なくとも60%の家が被害を受けた。死者は出なかったが、数人が軽傷を負った[5][6][7]。ニュージーランドは空軍の輸送機と工兵部隊、初期援助として20万＄を送った[8][9]。クック諸島下院議員のテイナ・ビショップ（英語版）は、「ニュージーランドの援助は被災地にもっと早く送られるべきだった」と述べた[10]。

- 同年6月、ロンリープラネット創業者のトニー・ウィーラーが、アイツタキ島を「世界で最も美しい島」に選んだ[11]。
- 2012年、ラロトンガ島で開催された太平洋諸島フォーラムで、タプアエタイ島（英語版）が2日間の休息地に選ばれた[12]。